# Ctenus anahitaeformis
Ctenus anahitaeformis är en spindelart som beskrevs av Benoit 1981. Ctenus anahitaeformis ingår i släktet Ctenus och familjen Ctenidae.
Artens utbredningsområde är Burundi. Inga underarter finns listade i Catalogue of Life.